# Teresa Jordà
Teresa Jordà i Roura (Ripoll, 19 de junio del 1972) es una política española, exalcaldesa de Ripoll y diputada en el Congreso de los Diputados en la X, XI y XV legislaturas por Esquerra Republicana de Cataluña.

## Biografía
Es licenciada en Historia Moderna y Contemporánea por la Universidad Autónoma de Barcelona. Ejerció de guía en el monasterio de Santa María de Ripoll y trabajó en la oficina de Correos del municipio. 
Militante de Esquerra Republicana de Catalunya, se inició en la política municipal en 1999 como concejala en la oposición en el Ayuntamiento de Ripoll  y alcaldesa entre 2003 y 2011 gracias a los pactos municipales con el PSC e Iniciativa en la primera legislatura y revalidando su puesto con los socialistas en la segunda.
También fue responsable de la concejalía de Promoción Económica, Turismo y Ferias; vicepresidenta de la Fundación Eduard Soler de Ripoll; presidenta de la Fundación Guifré (Residencia Geriátrica de Ripoll); formó parte de la ejecutiva de la Federación de Municipios de Cataluña, por lo cual ocupó el cargo de presidenta de la Comisión Económica y de Ocupación; y miembro del Consejo de Administración del SOC.
En su etapa municipal tuvo el apoyo de Joan Puigcercós, también concejal de Ripoll mucho antes que ella y que sustituyó a Josep-Lluís Carod-Rovira en la presidencia del partido en 2008 hasta 2011 cuando fue sustituido por Oriol Junqueras en 2011. Ese año, Jordà dejó la alcaldía para aspirar a un escaño en el Congreso de Diputados como cabeza de lista de Esquerra República por Gerona en las elecciones generales.
Después de las elecciones del 2011 se convirtió en diputada en el Congreso de los Diputados por la circunscripción de Gerona. En 2015 se presentó y de nuevo fue elegida.
El 19 de mayo de 2018 fue nombrada consejera de Agricultura, Ganadería, Pesca y Alimentación por el presidente de la Generalidad Joaquim Torra. Tomó posesión del cargo junto al resto de consejeros de Torra el 2 de junio. Fue cesada de su cargo el 12 de junio de 2023.
Salió en 2023 del gobierno de la Generalitat para ser la número dos en las listas de su partido por Barcelona al Congreso de los Diputados.

## Posiciones políticas
Como diputada en el Congreso defendió en 2013 la eficacia de la homeopatía y otras terapias alternativas. En 2018, como consejera de Agricultura, Ganadería, Pesca y Alimentación de la Generalidad de Cataluña promovió la regulación de la venta de leche cruda en la comunidad autónoma.